# Zielona Droga
Zielona Droga – droga w południowo-zachodniej Polsce, w woj. dolnośląskim, powiat kłodzki. Jest to droga lokalna w Górach Bystrzyckich, prowadząca z Pokrzywna do Drogi Dusznickiej.

## Przebieg drogi
Droga zaczyna się na wysokości 560 m n.p.m. w Pokrzywnie. Stąd w odcinku początkowym droga trawersuje od północy Kamienną Górę i wychodzi na wierzchowinę Gór Bystrzyckich. Następnie schodzi w dolinę Bystrzycy, skąd lekko podchodzi pod Rozdroże pod Bieścem. Dalej omija bokiem Czarne Bagno w Rezerwacie przyrody Torfowisko pod Zieleńcem, skąd doprowadza do Drogi Dusznickiej poniżej rozdroża pod Hutniczą Kopą. Zielona Droga prowadzi lasem regla dolnego i na długości około 10 km pokonuje różnicę wzniesień 250 m.
Prawie na całej długości Zielona Droga posiada bitą nawierzchnię, tylko na kilku odcinkach widać jeszcze resztki asfaltu, zwłaszcza między Rozdrożem pod Bieścem, a Czarnym Bagnem.

## Szlaki turystyczne
Fragmentem Zielonej Drogi przechodzi szlak turystyczny:
- z Polanicy-Zdroju do Zieleńca.